# U-150 (1940)
U-150 – niemiecki okręt podwodny (U-Boot) typu II D z okresu II wojny światowej. Okręt wszedł do służby w listopadzie 1940 roku. 

## Historia
Wykorzystywany jako jednostka szkolna. Nie odbył żadnego patrolu bojowego.
Poddany 5 maja 1945 roku na wyspie Helgoland, przebazowany do Loch Ryan w Szkocji. Zatopiony 21 grudnia 1945 roku podczas operacji Deadlight ogniem artyleryjskim niszczyciela HMS „Onslaught” i slupa HMS „Powey”.